# 南場千絵子
南場 千絵子（なんば ちえこ、1967年8月21日 - ）は、日本の女性声優。大阪府枚方市出身。青二プロダクション所属。

## 略歴
小さい頃からオタクで、外で遊ばない子供だったという。母に「今日宿題は?」ときかれても「いっぱいあるの」と言って、部屋にこもって漫画をジーっと描いているような子供だったという。声優になろうと思うようになったきっかけは、中学から高校の頃、アニメーション映画『さよなら銀河鉄道999 アンドロメダ終着駅』を観たのが直接のきっかけである。星野鉄郎役の野沢雅子に憧れ、男役に魅力を感じ、「私にもできるんじゃないか」という思いを抱いたという。その頃、アニメ雑誌も出版されるようになり、青二塾大阪校ができたのも重なって、「絶対行くわ」と固く決意していた。決意したのは中学時代だったが、実際にそれを口にするまではずいぶん時間がかかり、両親はうすうすしていたようだったという。
元々絵を描くのが好きで、勉強は嫌いだったため、高校は美術コースがある私立を選んだという。声優にはなりたかったが、「そんな芸能人みたいなものにはなれないかもしれない」という思いがあり、伏線として両親には「イラストレーターのような仕事をやりたい」ということを匂わせたという。アニメ声優がだめだったら、そっちのほうに進もうと思っていたという。しかし才能がなかったことから実際にそのほうが難しかったという。高校に進学してからは、両親も漫画を描いたりするのも黙認してくれるようになったという。そういう思惑もあって高校に進学したわけだったが、声優になりたいとは言えず、「願い事は口にすると叶わない」と思っており、短期大学卒業まで一切言わなかったという。高校生の頃、友人に本を朗読してあげたりするのが好きであり、アニメの歌ばかり歌っており、アニメ好きでもなかった友人をつかまえてアニメのあらすじを話したりしていた。後年、高校時代の友人に会ったりすると「あなた、声優になったの?　そう言えば高校のときから声優になりたいなんて言ってたもんね」と言われたりしたので、友人達もそんなふうに思っていたかもしれないと語っている。
美術系の短期大学卒業後、普通の製造業の会社に就職すると同時に青二塾大阪校第6期として入塾。同塾の同期に國府田マリ子がいる。同塾大阪校は授業があるのは土日だけであり、土日が休みになる会社でなくてはならなかったという。そこまで来ても、まだ両親には声優になりたいとは言っておらず、ただし「養成所に行く」と言っただけだったという。
その後は徐々に匂わせていき、「卒業オーディションに受かったら、東京のプロダクションに所属できるのよ」のようなことを少しずつ言っていき運良く受かった時もあまり上京を反対されることはなかったという。母は「そんなことをしなくても」というようなことをポツリと言ったことがあったが、父のほうは、「娘が月曜から金曜までめいっぱい働いて、土日には休まず養成所に通う姿を見てきて、それだけ一生懸命やったんだから」という感じで認めてくれたという。
青二プロダクションに所属する前は2年間OLをしていた。

## 人物
音域はC4 - A5。方言は関西弁。
ナレーションの仕事がメインであり、レポーターのようなこともしている。
盲人用誘導システムの音声案内、VPナレーションも多数務めている。
特技は手話。

## 出演
太字はメインキャラクター。

### テレビアニメ
- まじかる☆タルるートくん（1990年 - 1992年、客、女生徒、女子生徒、女の子）
- ドラゴンクエスト ダイの大冒険（第1作）（1991年 - 1992年、子供、メルル）
- 大草原の小さな天使 ブッシュベイビー（1992年、男子生徒）
- ツヨシしっかりしなさい（1992年、シズオの姉、ウェイトレス）
- 美少女戦士セーラームーン（1992年 - 1993年、香山みか〈初代〉、ゆみこ、女子生徒、アボガドラー） - 2シリーズ
- 剣勇伝説YAIBA（1993年、娘）

### 劇場アニメ
- メイクアップ!セーラー戦士（1993年、由依）

### OVA
- BE-BOP-HIGHSCHOOL（1991年 - 1993年、令子、女学生、ユカリ）
- うしおととら（1992年、女子生徒B）
- 超時空要塞マクロスII -LOVERS AGAIN-（1992年）
- アミテージ・ザ・サード（1995年、ケリー・マッキャノン）

### ゲーム
- ドラゴンナイト（1989年、王女）※PCE版
- 銀河お嬢様伝説ユナ（1992年、お花のマリ、古代文明のリューディア）
- 卒業II 〜Neo Generation〜（1994年、石橋美佐子）
- 銀河お嬢様伝説ユナ2 永遠のプリンセス（1995年、お花のマリ、古代文明のリューディア）
- 銀河お嬢様伝説ユナFX 哀しみのセイレーン（1996年、お花のマリ、古代文明のリューディア）
- 銀河お嬢様伝説ユナREMIX（1996年、お花のマリ、古代文明のリューディア）
- 卒業クロスワールド（1996年、石橋美佐子）
- 銀河お嬢様伝説ユナ3 LIGHTNING ANGEL（1997年、お花のマリ、古代文明のリューディア）
- 卒業Vacation（1997年、石橋美佐子）
- 銀河お嬢様伝説ユナ FINAL EDITION（1998年、お花のマリ、古代文明のリューディア）

### ドラマCD
- CDシアター ドラゴンクエストII（デルコンダルの娘）
- 卒業&卒業II 卒業ガールズ全員集合!（石橋美佐子）

### テレビドラマ
- 世にも奇妙な物語
- らせん

### ナレーション
- アジアンワールド - 旅チャンネル
- 金曜フォーラム - NHK
- 金曜エンタテイメント - フジテレビ
- 美の巨人たち - BSジャパン

### その他コンテンツ
- 盲人用誘導システム（音声案内）